# Hemigenia
Hemigenia és un gènere d'angiospermes que pertany a la família de les lamiàcies. Aquest gènere està format per 50 espècies.

## Descripció
Les plantes del gènere Hemigenia són arbustos o arbustos amb fulles simples que es disposen en parells oposats o en verticils. Les flors estan disposades individualment o en grups a l'aixella superior de les fulles, sovint semblant formar una espiga de flors. Hi ha cinc sèpals que s'uneixen a la seva base per formar un tub. Els cinc pètals formen un tub amb dos "llavis": un llavi superior amb dos lòbuls i un inferior amb tres. Hi ha quatre estams.
Les plantes d'aquest gènere es poden distingir de les de l'hemiandra semblant i estretament relacionat per les seves fulles menys odoríferes i de Prostanthera, Microcorys i Westringia per les diferències tècniques en els seus estams.

## Taxonomia
El gènere Hemigenia va ser descrit formalment per primera vegada l'any 1810 per Robert Brown i la descripció es va publicar a Prodromus Florae Novae Hollandiae. Brown va designar Hemigenia purpurea com a espècie tipus. El nom del gènere deriva de les paraules gregues antigues hemi  i genias que significa "una barba"  fent referència a una part de les anteres.

## Distribució
Les espècies d'Hemigènia són majoritàriament endèmiques d'Austràlia Occidental, però H. cuneifolia es troba a Nova Gal·les del Sud i Queensland, H. biddulphiana creix a Queensland i H. purpurea a Nova Gal·les del Sud.
Llista d'espècies
La següent és una llista d'espècies d'Hemigènia acceptades pel cens de plantes australià al novembre de 2020:
| - Hemigenia argentea - Hemigenia barbata - Hemigenia brachyphylla - Hemigenia canescens - Hemigenia coccinea - Hemigenia conferta - Hemigenia curvifolia - Hemigenia dielsii - Hemigenia diplanthera - Hemigenia divaricata - Hemigenia drummondii - Hemigenia eutaxioides | - Hemigenia exilis - Hemigenia glabrescens - Hemigenia humilis - Hemigenia incana - Hemigenia macphersonii - Hemigenia macrantha - Hemigenia microphylla - Hemigenia obovata - Hemigenia obtusa - Hemigenia parviflora - Hemigenia pedunculata - Hemigenia pimelifolia | - Hemigenia platyphylla - Hemigenia podalyrina - Hemigenia pritzelii - Hemigenia ramosissima - Hemigenia rigida - Hemigenia saligna - Hemigenia scabra - Hemigenia sericea - Hemigenia teretiuscula - Hemigenia tysonii - Hemigenia viscida - Hemigenia westringioides |